# Tjeckoslovakien i olympiska vinterspelen 1984
Tjeckoslovakien deltog med 50 deltagare vid de olympiska vinterspelen 1984 i Sarajevo. Totalt vann de två silvermedaljer och fyra bronsmedaljer.

## Medaljer

### Silver
- Dagmar Švubová, Blanka Paulů, Gabriela Svobodová och Květa Jeriová - Längdskidåkning, 4 x 5 kilometer stafett.
- Jaroslav Benák, Vladimír Caldr, Milan Chalupa, František Černík, Miloslav Hořava, Jiří Hrdina, Arnold Kadlec, Jaroslav Korbela, Jiří Králík, Vladimír Kýhos, Jiří Lála, Igor Liba, Vincent Lukáč, Dušan Pašek, Pavel Richter, Jaromír Šindel, Radoslav Svoboda och Eduard Uvíra - Ishockey.

### Brons
- Olga Charvátová - Alpin skidåkning, störtlopp.
- Květa Jeriová - Längdskidåkning, 5 kilometer.
- Jozef Sabovčík - Konståkning.
- Pavel Ploc - Backhoppning, stor backe.